# Bataille de Bassorah (1914)
Pour les articles homonymes, voir Bataille de Bassorah.
Front du Moyen-Orient,
Première Guerre mondiale
Batailles
Front du Moyen-Orient
- Afrique du Nord
- Caucase
- Perse
- Dardanelles
- Mésopotamie
- Sinaï et Palestine
- Arménie
- Ctésiphon (11-1915)
- Kut-el-Amara (12-1915)
- Romani (8-1916)
- Magdhaba (12-1916)
- Révolte arabe
- Rafa (1-1917)
- Bagdad (3-1917)
- 1re Gaza (3-1917)
- 2e Gaza (4-1917)
- Aqaba (7-1917)
- Beer-Sheva (10-1917)
- 3e Gaza (11-1917)
- Jérusalem (12-1917)
- Megiddo (9-1918)
- Damas (9-1918)
- Alep (10-1918)

Front d'Europe de l’Ouest
Front italien
Front d'Europe de l'Est
Front des Balkans
Front africain
Bataille de l'Atlantique
La bataille de Bassorah est une bataille de la Première Guerre mondiale. Elle fait partie de la campagne de Mésopotamie et oppose les forces de l'Empire britannique à celles de l'Empire ottoman soutenu par l'Allemagne dans les environs de Bassorah, au sud de l'Irak.

## Contexte
A la veille de la Première Guerre mondiale, 1914, les Britanniques possèdent les riches gisements pétrolifères du Koweït mais rêvent de s'emparer de la région de Bassorah, elle aussi riche en pétrole et aux mains de l'Empire ottoman. 
L’alliance signée avec l’Allemagne le 2 août 1914 précipite l’Empire ottoman dans la guerre lors du déclenchement du conflit mondial. Dès lors, plusieurs fronts sont ouverts contre l’Empire ottoman par les Britanniques. Souhaitant obtenir une zone d’influence en Irak afin de contrôler la région du Golfe et de sécuriser la route du pétrole en provenance de l'Iran, les Britanniques décident de débarquer à Bassorah. Les ressources pétrolières étaient alors indispensables à la marine britannique, alors la plus puissante du monde.
Le débarquement de la 6e division indienne à Fao, à 93 km de Bassorah début novembre 1914 marqua le début de la Campagne de Mésopotamie qui dure quatre ans et aboutit au placement de la Mésopotamie sous mandat britannique.

## La bataille

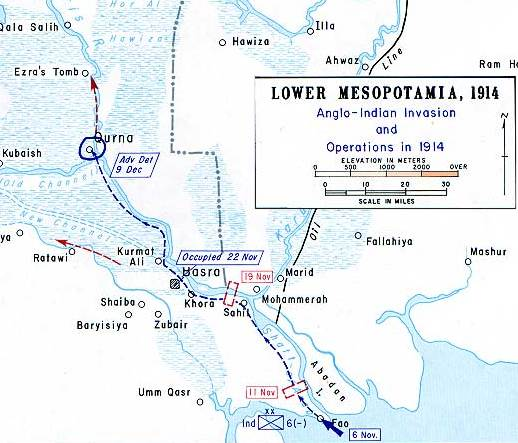
Carte de l'avancée britannique.

Le 7 novembre 1914, les troupes anglo-indiennes se mettent en marche vers Bassorah depuis Fao. Les Ottomans attaquent le camp britannique à l'aube du 11 novembre, mais sont repoussés. Le 15 novembre, les Britanniques attaquent les positions des Ottomans à Saihan, faisant 250 victimes et continuent leur progression. 
Le 19 novembre, les Britanniques avancent avec deux brigades d'infanterie britannique et indienne, de l'artillerie et de la cavalerie. Les troupes britanniques et indiennes se rapprochent des lignes ottomanes jusqu'à ce qu'elles soient à portée de tir de l'artillerie. Les canons britanniques tirent directement sur les tranchées ottomanes, dont les murs de boue s'effondrent, poussant les Ottomans à battre en retraite. En raison de l'état du terrain, la cavalerie britannique ne peut les poursuivre.
La ville est prise par les troupes anglo-indiennes le 22 novembre 1914.

## Suites et conséquences
Les 25 novembre, le Daily Telegraph titre sur la prise de Bassorah, décrivant les circonstances de la victoire britannique : 
« Le matin du 23 novembre 1914, un défilé des troupes a eu lieu dans les rues de Bassora jusqu’à une place centrale où les notables de la ville avaient été rassemblés. L’Union Jack a été levé sur les plus hauts bâtiments, les navires de guerre ont tiré des coups de canon, les soldats ont présenté leurs armes et rendu hommage au Roi. Une proclamation a été rendue publique et a été reçue par des acclamations de la part des habitants »
Début décembre les troupes anglo-indiennes reprennent leur avancée et repoussent les Turques à Qurna, au confluent du Tigre et l'Euphrate . 

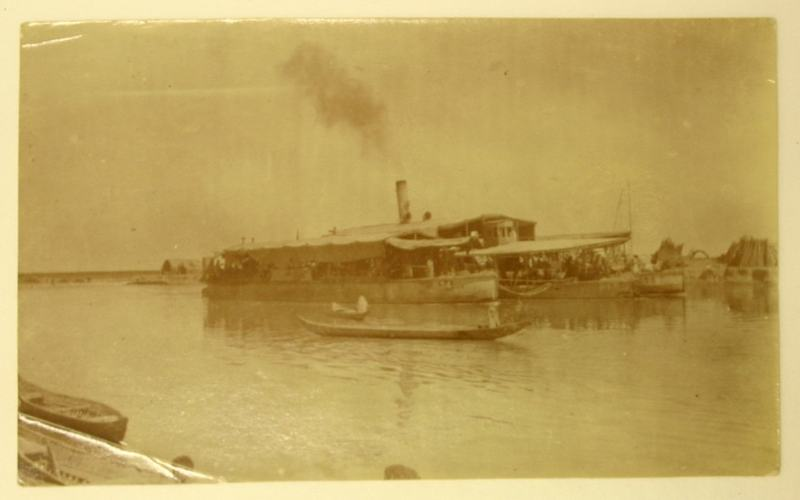
Transport fluvial sur le fleuve Tigre des troupes britanniques pendant la Première Guerre mondiale.

Un an après la prise de Bassorah, les troupes anglo-indiennes subirent une sévère défaite à Ctésiphon, à 30 km au sud-est de Bagdad, et durent se replier vers Kut-El-Amara où elles furent assiégées par les Ottomans jusqu'à leur reddition avril 1916,. Après cet échec cuisant, forces anglo-indiennes se réorganisent et Frederick Maude est nommé en août 1916 commandant de la Force expéditionnaire de Mésopotamie. 
Dès lors, les troupes britanniques tirent un avantage décisif du contrôle de Bassorah dont ils développent les infrastructures portuaires et ferroviaires pour alimenter les troupes alliées dans leur progression. Le tonnage déchargé à Bassorah passa de 38 916 tonnes en juillet 1916 à plus de 100 000 tonnes à la mi-1917, où quatorze navires alors peuvent être amarrés en même temps, et déchargés en trois jours. La Force expéditionnaire de Mésopotamie put se défaire de sa quasi-totale dépendance à l’égard des fleuves et permit à Frederick Maude d’établir une chaîne de points d’approvisionnement, de dépôts et d’hôpitaux militaires le long du Tigre dans la perspective d’une reprise de l’avancée militaire.
Les forces anglo-indiennes reprennent le 14 décembre 1916 leur avancée vers Bagdad, objectif ultime de la campagne de Mésopotamie, qui est prise par les alliées le 11 mars 1917.